# 아키쓰촌 (니가타현 사도군)
아키쓰촌(秋津村)은 니가타현 사도군에 설치되었던 촌이다. 현재의 사도시에 해당한다.